# 栗駒山麓ジオパーク

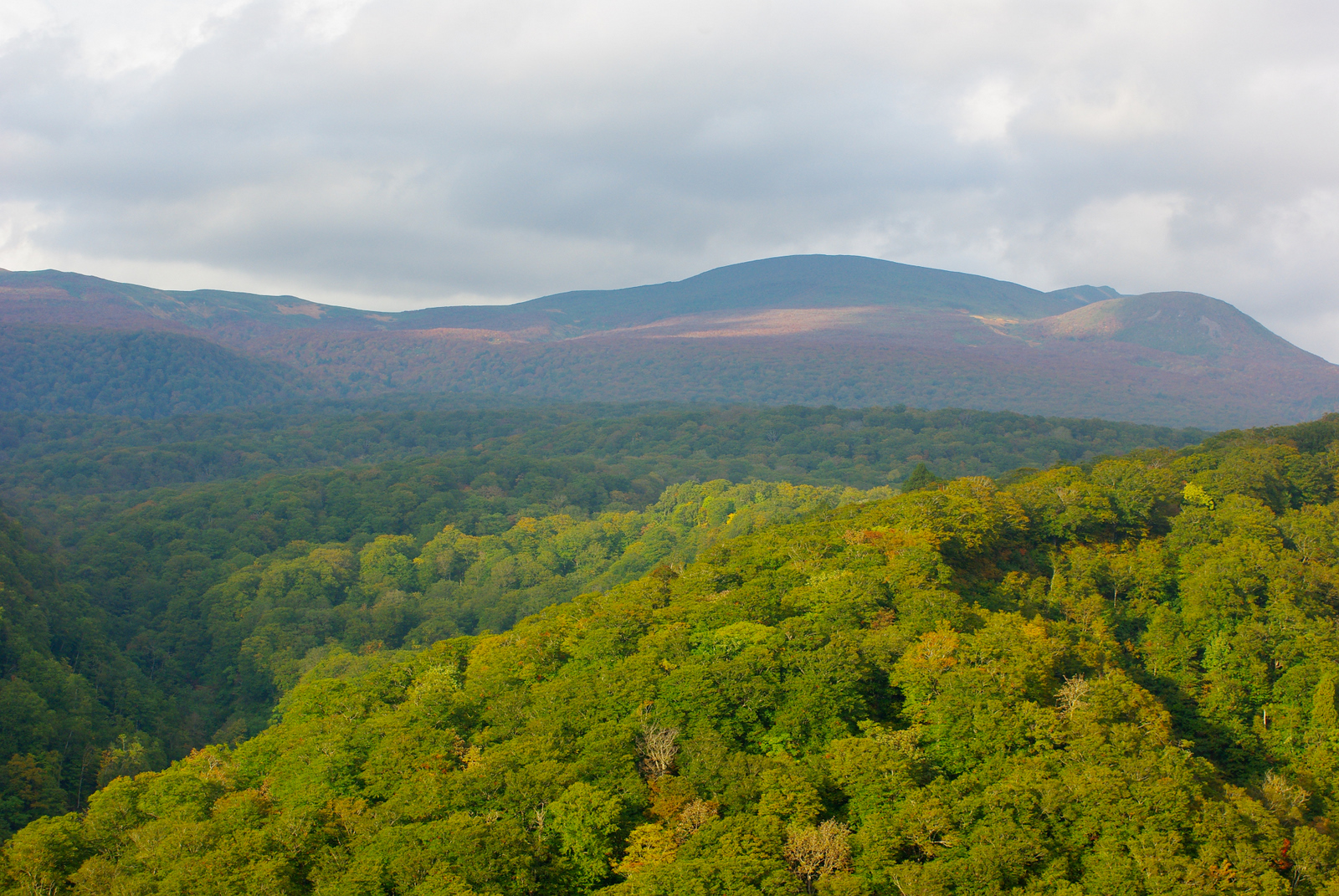
栗原市から見た栗駒山の山頂。

栗駒山麓ジオパーク（くりこまさんろくジオパーク、英: Mt. Kurikoma Area Geopark）は、宮城県栗原市全域を範囲とする日本ジオパークである。

## 沿革
- 2008年（平成20年）6月14日（土）午前8時43分（JST）頃に、岩手県内陸南部で発生したマグニチュード7.2 の岩手・宮城内陸地震で、奥羽山脈を構成する火山の山頂から麓までの狭い範囲に、3,500を超す様々なタイプや規模の地すべりや斜面崩壊が生じたことから、栗原市がジオパークを目指すことになった[注釈 1]。
- 2015年9月4日 日本ジオパークに認定される[1]。
- 2019年4月　旧栗駒小学校の施設を改装した栗駒山麓ジオパークビジターセンターが開館した。

## ジオサイト
全16
- 栗駒山頂
- 栗駒温泉群
- 山頂周辺の地形
- 高層湿原
- 荒砥沢渓谷
- 荒砥沢地すべり
- 火山山麓地すべり地帯
- 花山地区地すべり地帯
- 熱水鉱床にもたらされた細倉鉱山
- 丘陵の渓谷とグリンタフ
- 鮮新世・更新世からなる丘陵地
- 迫三川平野部
- 栗原の鉄道
- 人と水鳥たちとの共存伊豆沼・内沼
- 大地の変動と歴史を物語る街道
- 標高差の象徴[2]

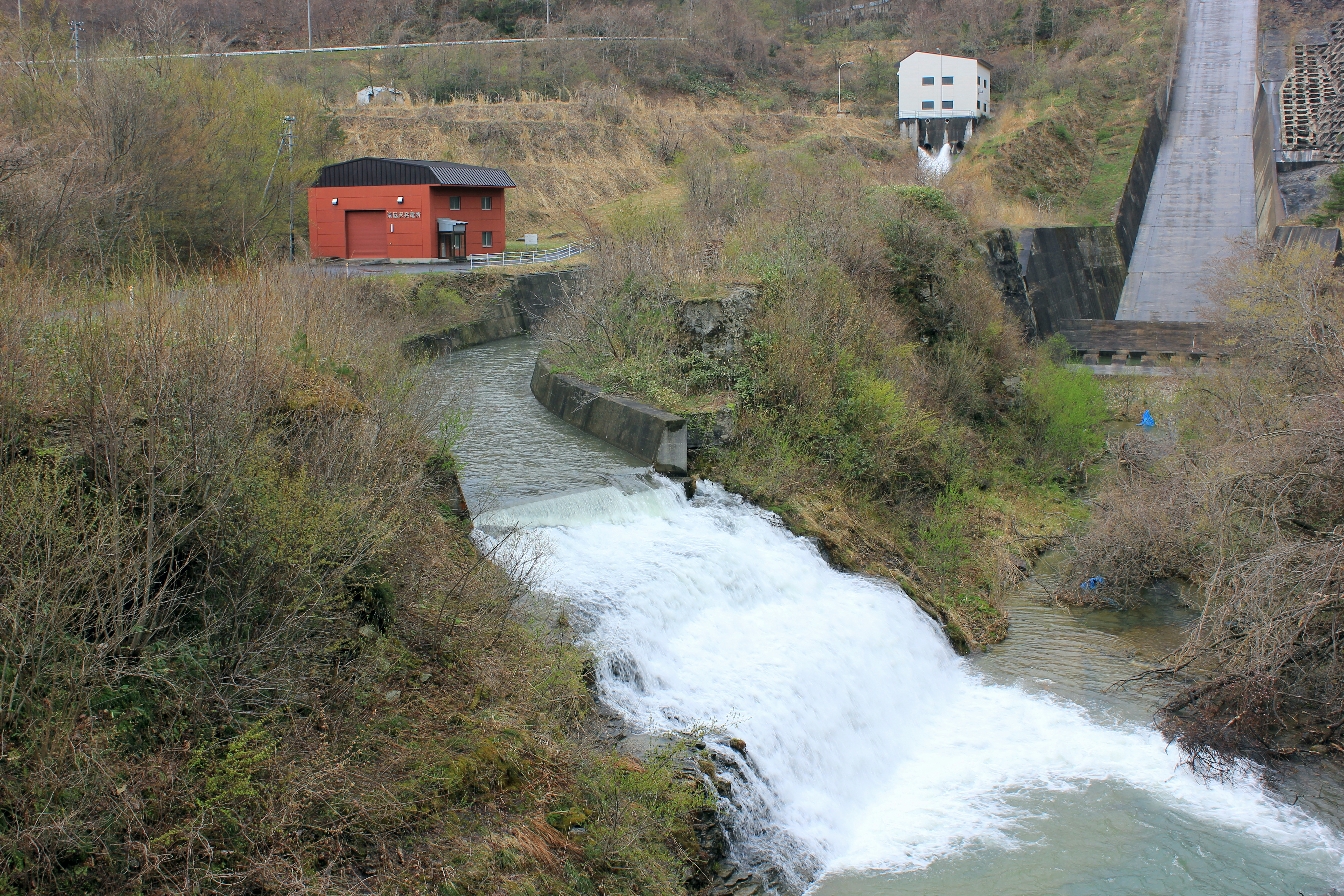
農林水産省東北農政局荒砥沢発電所
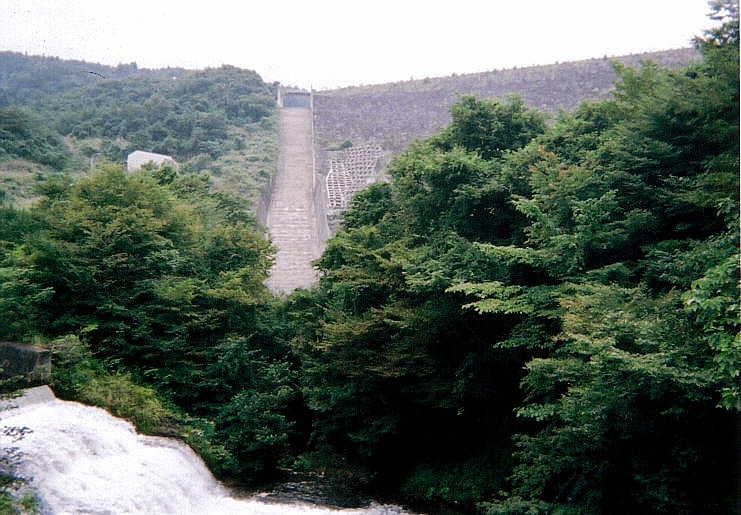
荒砥沢ダム
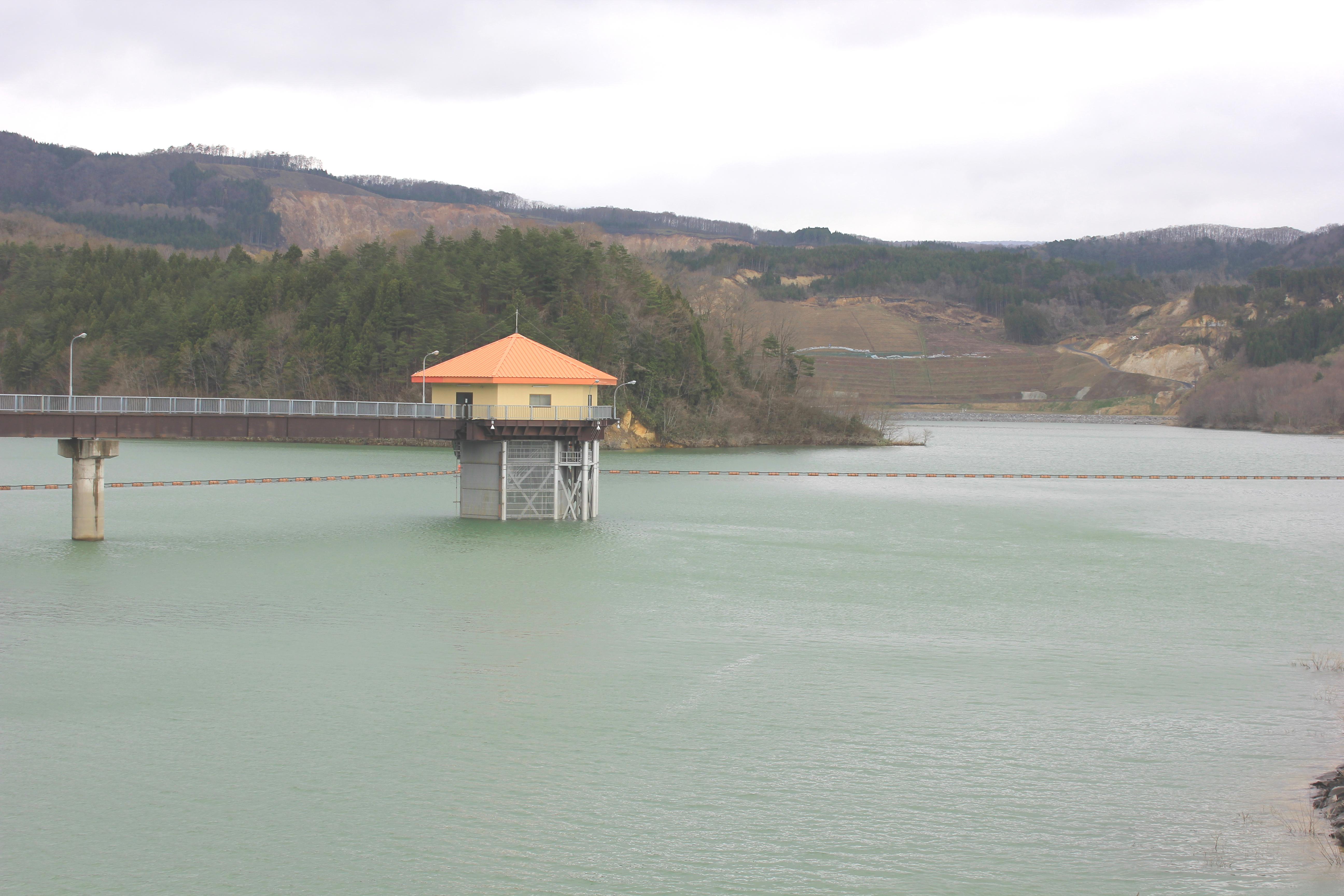
藍染湖（宮城県・二迫川。荒砥沢ダム人造湖）
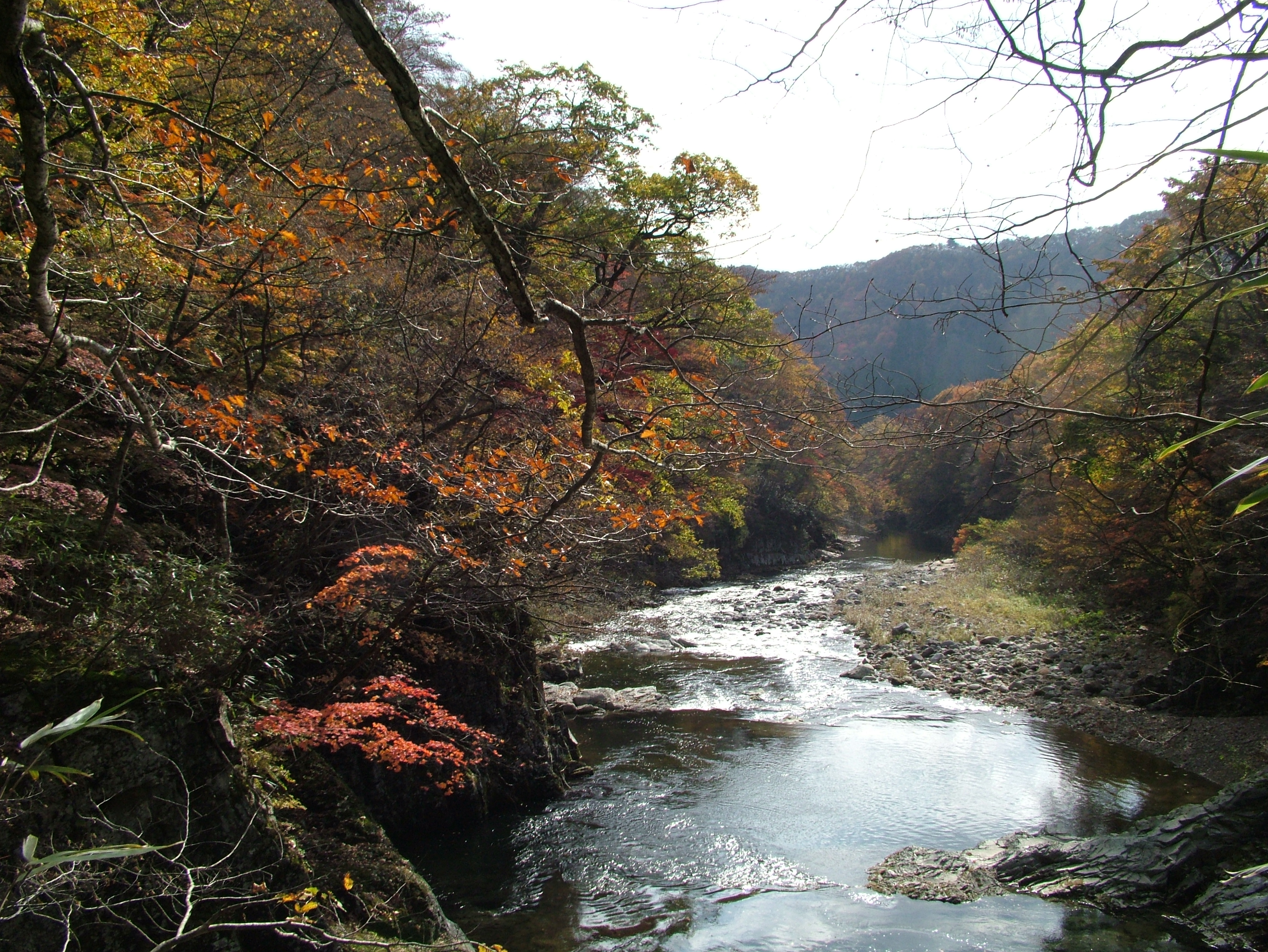
浅布渓谷 紅葉の様子
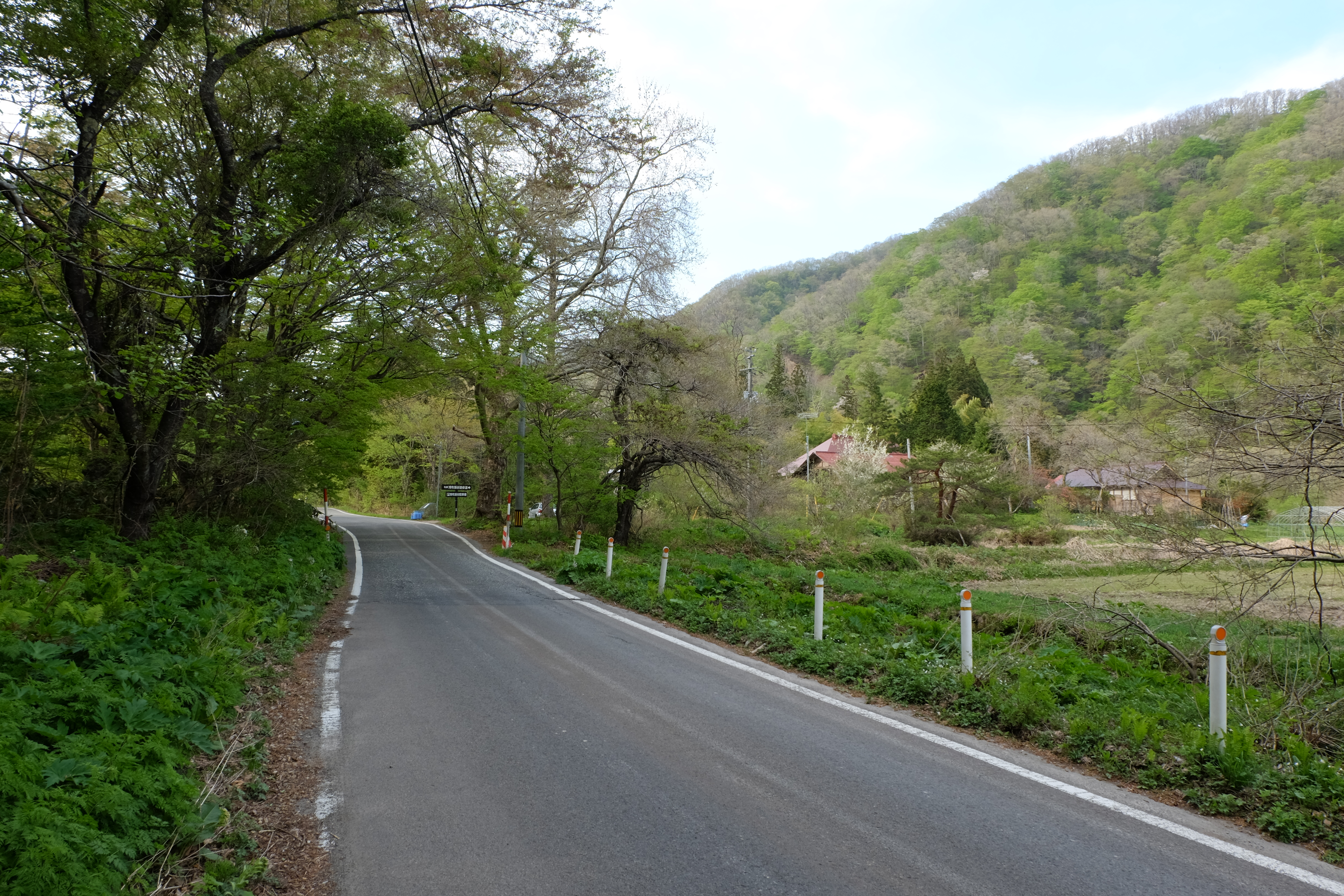
浅布渓谷 国道沿いの入り口 看板が見える
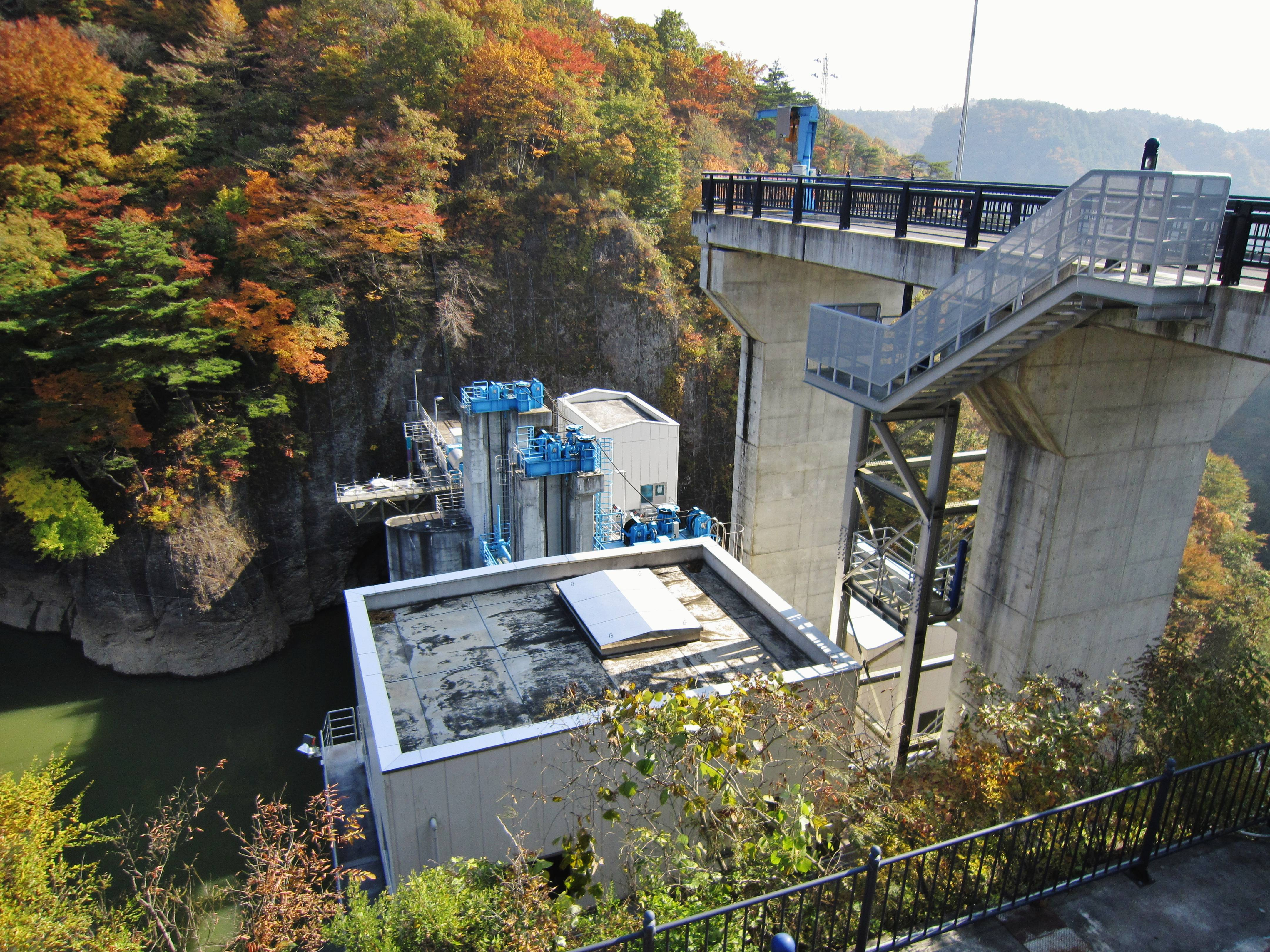
花山ダム
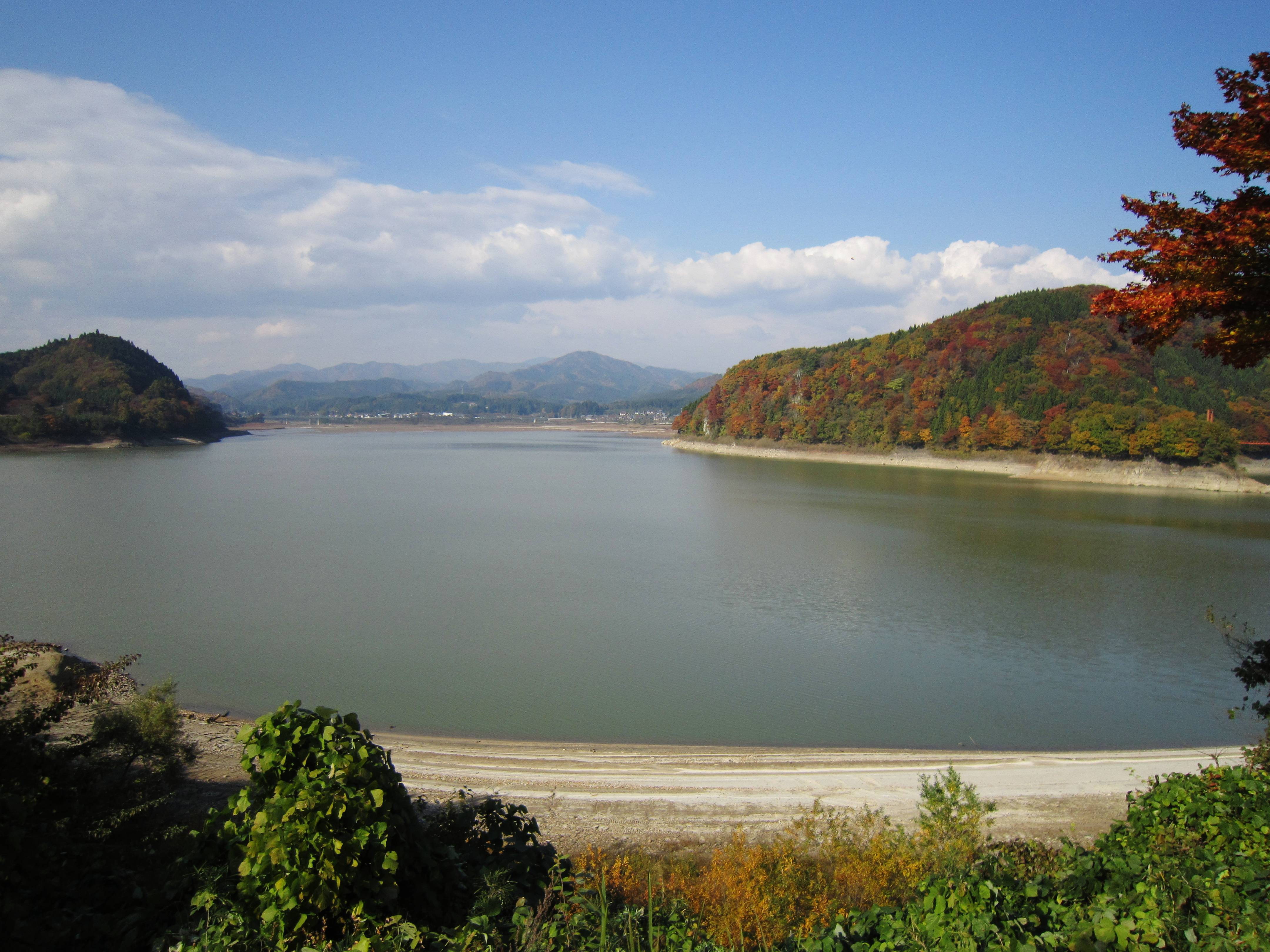
花山湖
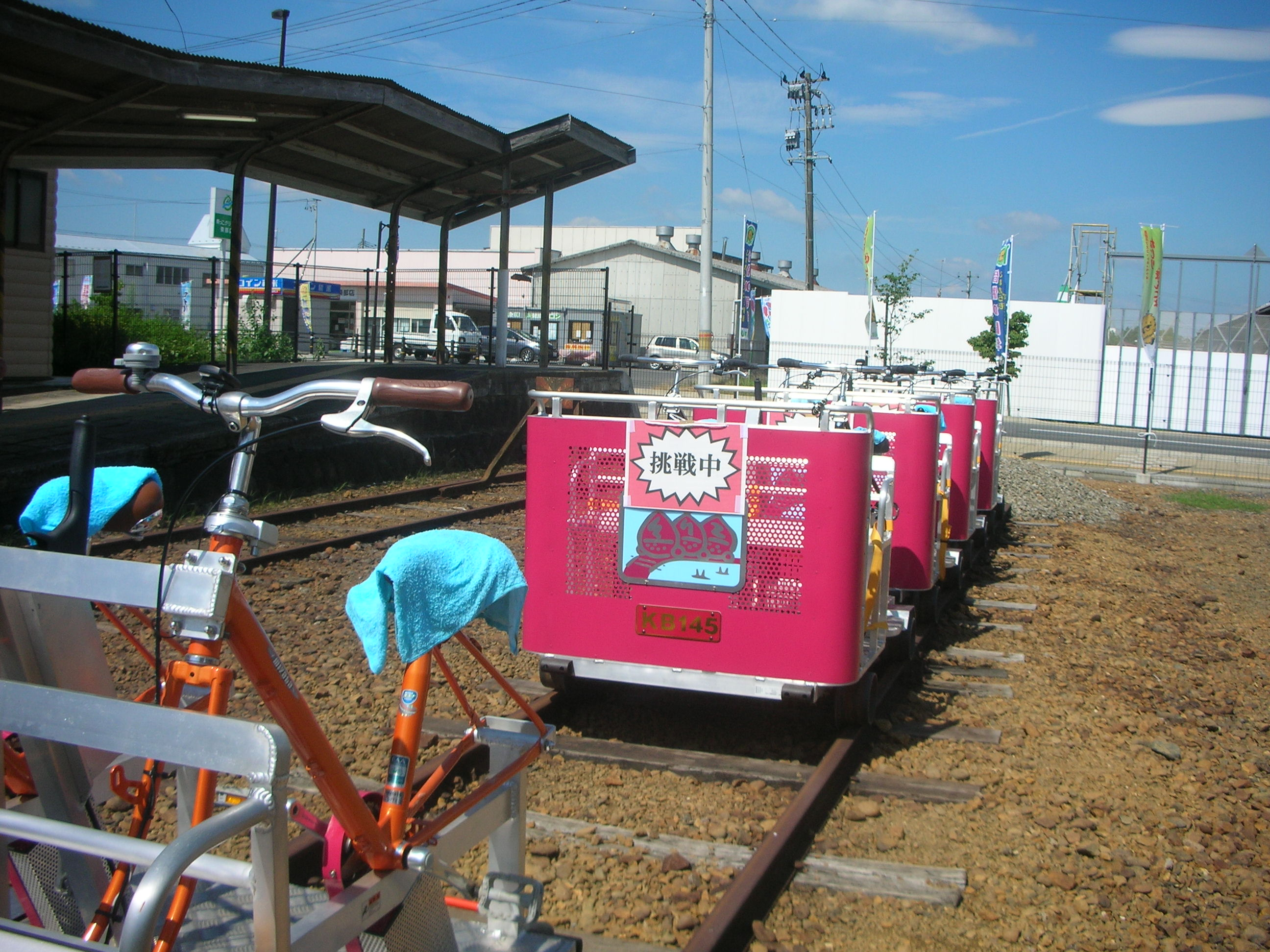
くりでんレールバイク
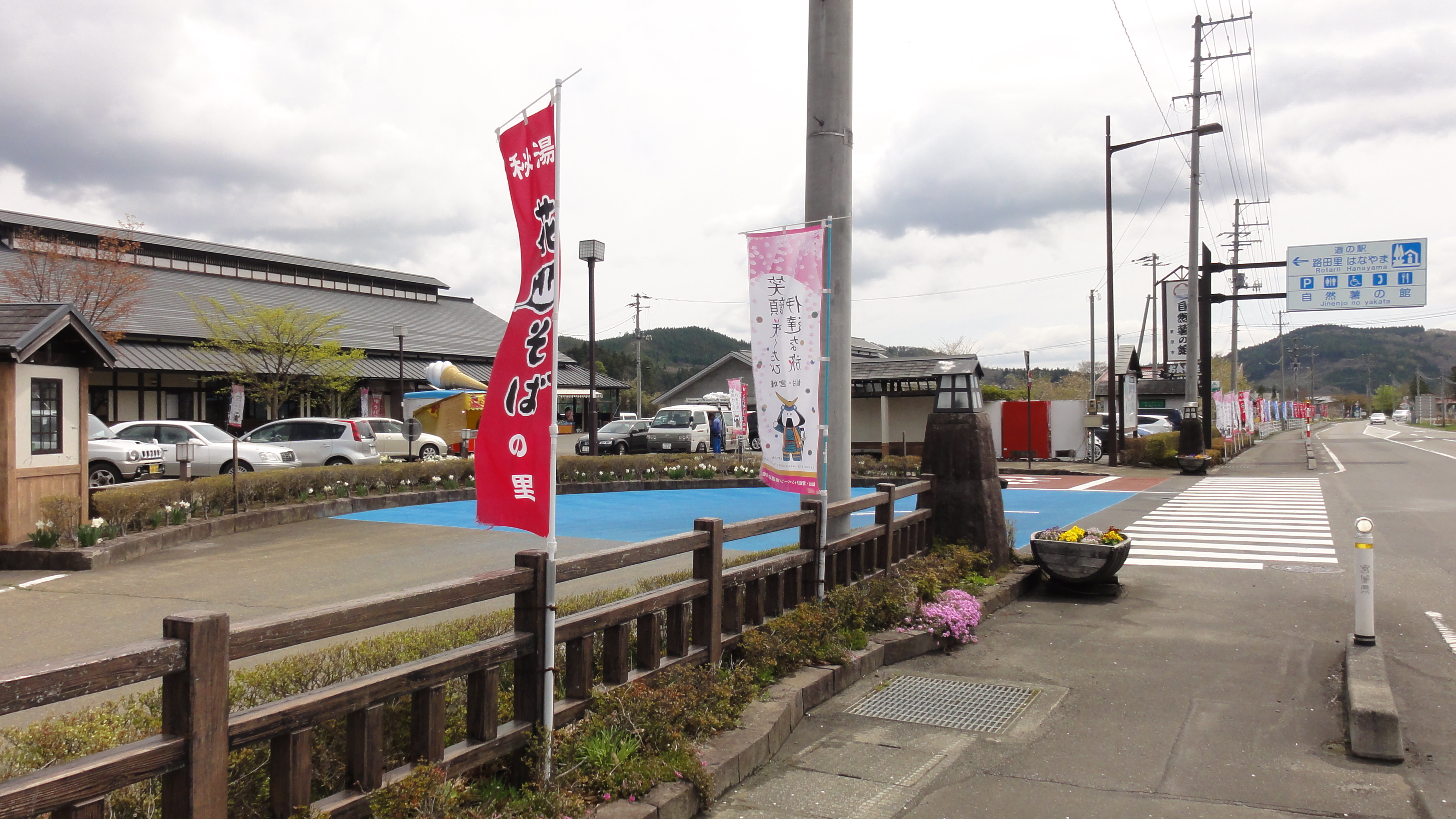
道の駅路田里はなやま
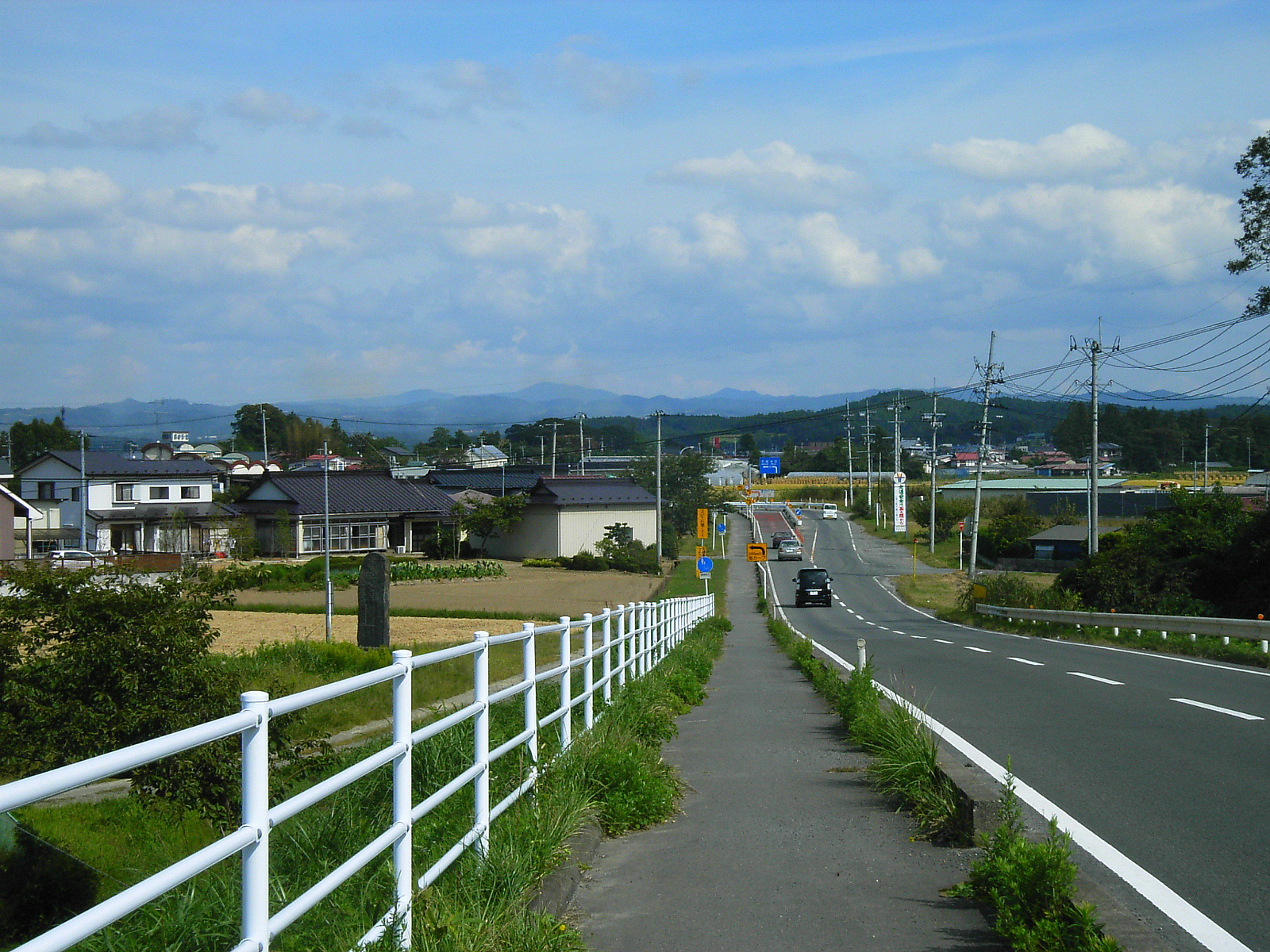
宮城県道183号若柳花泉線